# Зарудзе (Люблинское воеводство)
Зарудзе (пол. Zarudzie) — деревня в Замойском повете Люблинского воеводства Польши. Входит в состав гмины Нелиш. Находится примерно в 11 км к северо-западу от центра города Замосць. По данным переписи 2011 года, в деревне проживало 312 человек.
В 1975—1998 годах деревня входила в состав Замойского воеводства.

## Население
Демографическая структура по состоянию на 31 марта 2011 года:
|         | Всего | До трудоспособного возраста | Трудоспособного возраста | Старше трудоспособного возраста |
| ------- | ----- | --------------------------- | ------------------------ | ------------------------------- |
| Мужчины | 150   | 31                          | 103                      | 16                              |
| Женщины | 162   | 30                          | 93                       | 39                              |
| Всего   | 312   | 61                          | 196                      | 55                              |